# Too Much Turkey
Too Much Turkey è un cortometraggio muto del 1911. Il nome del regista non viene riportato.
Nel 1915, la Essanay produsse un altro Too Much Turkey diretto e interpretato da Gilbert M. Anderson.

## Produzione
Il film fu prodotto dalla Essanay Film Manufacturing Company.

## Distribuzione
Distribuito dalla General Film Company, il film - un cortometraggio a una bobina - uscì nelle sale cinematografiche USA il 21 novembre 1911.